# 阿尔贝·帕希米·帕达克
阿尔贝·帕希米·帕达克（阿拉伯语：ألبر بهيمي بدكي, 1966年11月15日—）是乍得政治人物，曾于2021年4月26日至2022年10月12日担任乍得总理，而先前他还曾于2016年至2018年间担任同一职务，他在2018年辞职后无人接替其职。

## 早年生活与职业生涯
帕达克于1966年11月出生在位于帕拉的古安，他拥有公共法硕士学位以及包括乍得恩贾梅纳大学法学大学学习证书一级在内的多个学位。
帕希米·帕达克在1990年代曾担任财政部长，后任贸易部长，直至1997年11月因缺勤被总统伊德里斯·代比解职。随后帕达克于2001年2月出任财政国务秘书，并在同年4月8日组建的新政府中担任矿业、能源与石油部长。他于2001年8月被任命为无任所部长，此后一直担任该职务至2002年6月。
2002年4月，帕希米·帕达克以乍得国家民主复兴联盟候选人身份，在马约-杜拉省帕拉选区当选国民议会议员。他在2002年6月至2005年8月期间担任中部非洲经济与货币共同体成员。随后他于2005年8月7日组建的新政府中被任命为农业部长。
在2006年5月举行的总统选举中，帕达克作为乍得国家民主复兴联盟候选人的身份参选，并以7.82%的得票率名列第三。最终结果公布后不久的5月29日，他向获胜的伊德里斯·代比表示祝贺。主要反对党抵制了此次选举，指控其存在舞弊行为。